# مرز ترکیه–سوریه

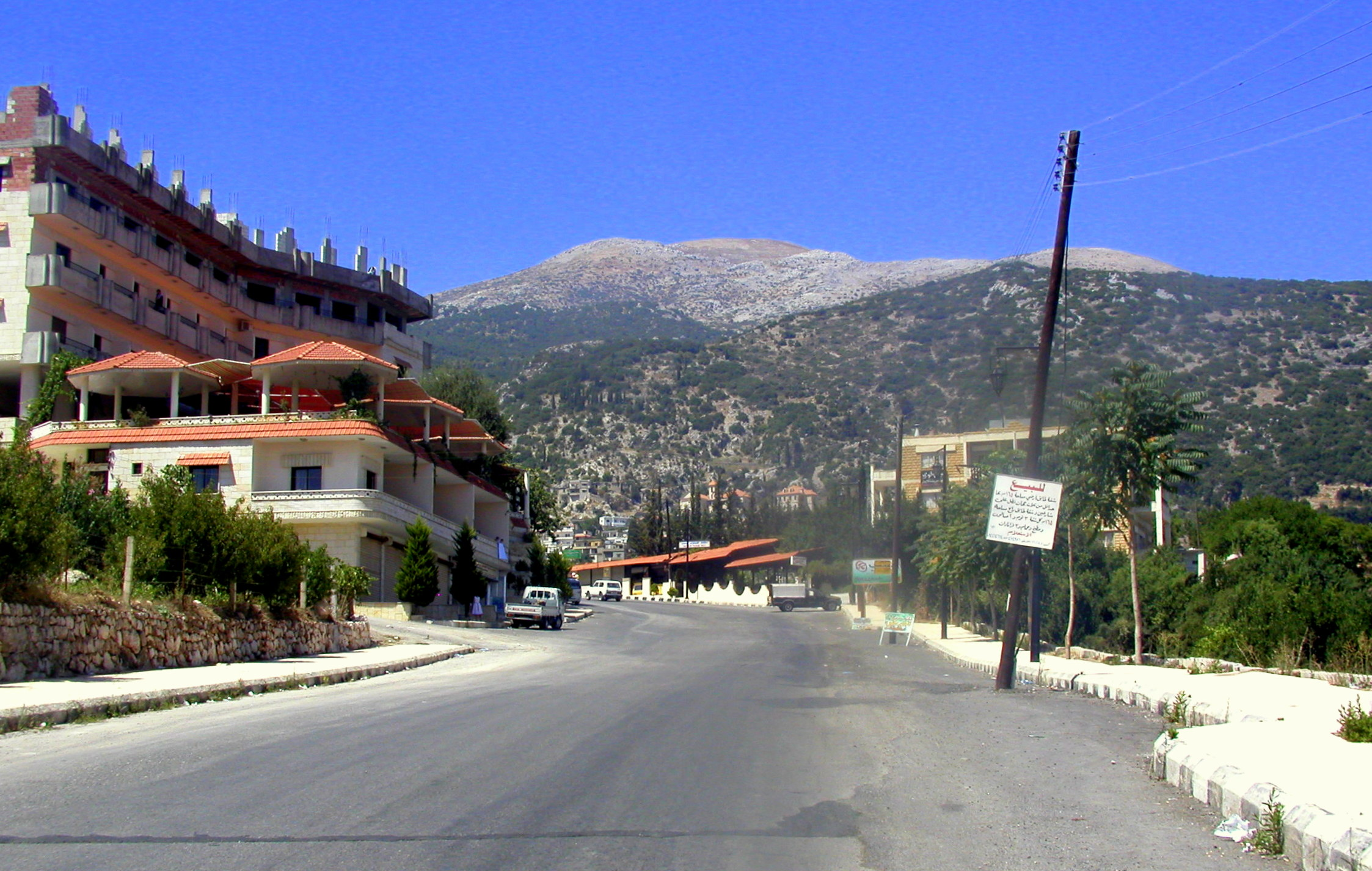
شهر سوریه کسب، با قله کوه جبل اقرع (ترکیه) در پس زمینه دیده می‌شود

جمهوری عربی سوریه و جمهوری ترکیه حدود ۸۲۲ کیلومتر (۵۱۱ مایل) مرز مشترک دارند که حدود ۴۰۰ کیلومتر (۲۵۰ مایل) آن در بین‌النهرین فوقانی قرار دارد، (یعنی حد فاصل بین دو رود فرات و دجله). مرز بین دو کشور تقریباً از مدار ۳۷ درجه - ۳۷ درجه و ۴۲ دقیقه شرقی - از راه‌آهن بغداد در شرق شروع می‌شود و در غرب در کنار استان ختای ترکیه در امتداد رودخانه اورنتس یا به عربی عاصی به دامنه جنوبی کوه جبل اقرع به ساحل دریای مدیترانه ختم می‌شود.

## تاریخچه
مرز فعلی دو کشور سوریه و ترکیه پس از فروپاشی امپراتوری عثمانی در جنگ جهانی اول، بر اساس توافق‌نامه سایکس-پیکو بین کشورهای انگلستان و فرانسه در سال ۱۹۱۶ مشخص شده‌است. در این توافق ایالت حلب به جمهوری کوتاه مدت کشور جمهوری متحد عربی تخصیص داده شد که بعداً کشور سوریه از آن ایجاد شد و در نهایت؛ سال ۱۹۶۱ میلادی به عنوان مرز بین دو کشور ترکیه و سوریه به رسمیت طرفین شناخته شد.
این خط مرزی ابتدا براساس توافق معاهده آنکارا در سال ۱۹۲۱ به شکل تقریبی مشخص شد؛ و بعدها در سال ۱۹۲۶ منطقه میدان اکبس و نصیبین و منطقه نصیبین تا مرز عراق را در ۱۹۲۹ تدقیق گردید. استان ختای ترکیه تا سال ۱۹۲۳ خودمختار باقی ماند، پس از آن به عنوان سنجاق الکساندرون به سوریه اضافه شد (براساس پیمان استقلال فرانسوی-سوریه (۱۹۳۶)) ولی به‌طور کلی تا سال ۱۹۳۸ این منطقه به عنوان دولت ختای مستقل بود تا این که
در سال ۱۹۳۹ براساس تصمیمات کمیسیون مشترک فرانسوی - ترکیه ای این منطقه به عنوان استان ختای به ترکیه جدید اضافه شد. در تاریخ ۳ مه ۱۹۳۹ این منطقه با نصب ۴۴۸ میله مرزی بر روی زمین به شکل کامل مشخص و تدقیق و تثبیت گردد.
از آنجا که ترکیه عضوی از پیمان ناتو (۱۹۵۲) و سازمان امنیت و همکاری اروپا (۱۹۷۳) است، مرز آن با سوریه را می‌توان مرز بیرونی این سازمان و اتحادیه دانست. از زمان آغاز جنگ داخلی سوریه در سال ۲۰۱۱، شروع تنش‌ها شدید در آن سوی مرز، تعداد زیادی از مردم سوریه مجبور به مهاجرت و فرار از کشور شدند و به کشور ترکیه پناهنده شدند. از سال ۲۰۱۴ ترکیه برای کنترل ورود پناه‌جویان اقدام به ایجاد سد مرزی نمود
به گزارش دیدبانان حقوق بشر از آغاز جنگ داخلی سوریه حدود ۳۱۰ غیرنظامی سوری از جمله ۹۰ کودک و زن توسط نیروهای مرزی ترکیه کشته شده‌اند.
دیدبانان حقوق بشر، نیروهای مسلح ترکیه را متهم به تیراندازی به خانواده‌های سوری که از ترس جنگ داخلی از مرز گذشته بودند، کرده‌اند که از آن جمله تیراندازی مستقیم به یک کودک بوده‌است.

## جغرافیا

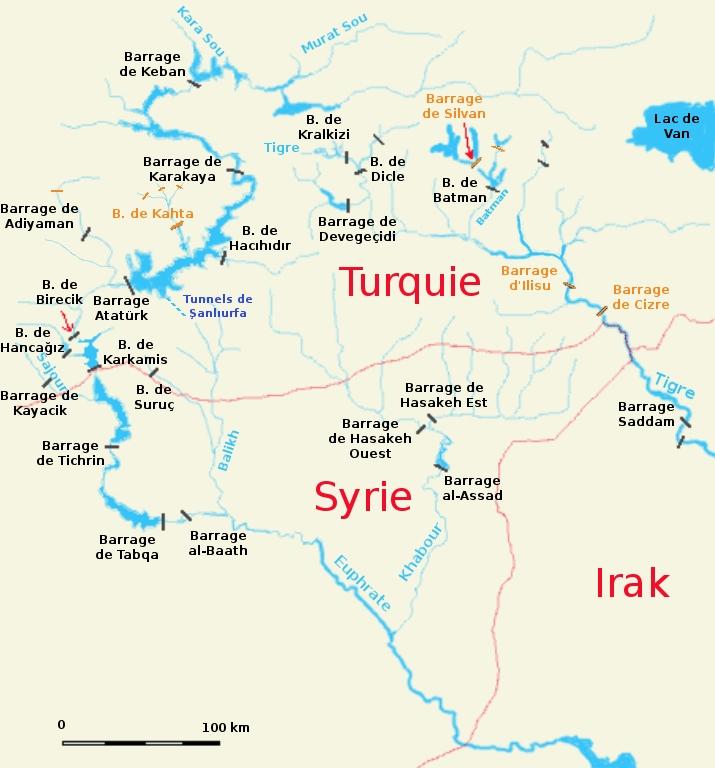
نقشه سامانه رودخانه دجله - فرات در قسمت شرقی مرز سوریه و ترکیه

با الحاق استان ختای، پس از ۱۹۳۹ مرز سوریه و ترکیه ساحل دریای مدیترانه به رأس البسیط، در جنوب کوه اقرع قرار گرفت(۳۵°۵۵′۴۴″شمالی ۳۵°۵۵′۰۴″شرقی / ۳۵٫۹۲۸۸°شمالی ۳۵٫۹۱۷۸°شرقی). استان ختای با استان‌های لاذقیه سوریه و استان ادلب هم مرز است.

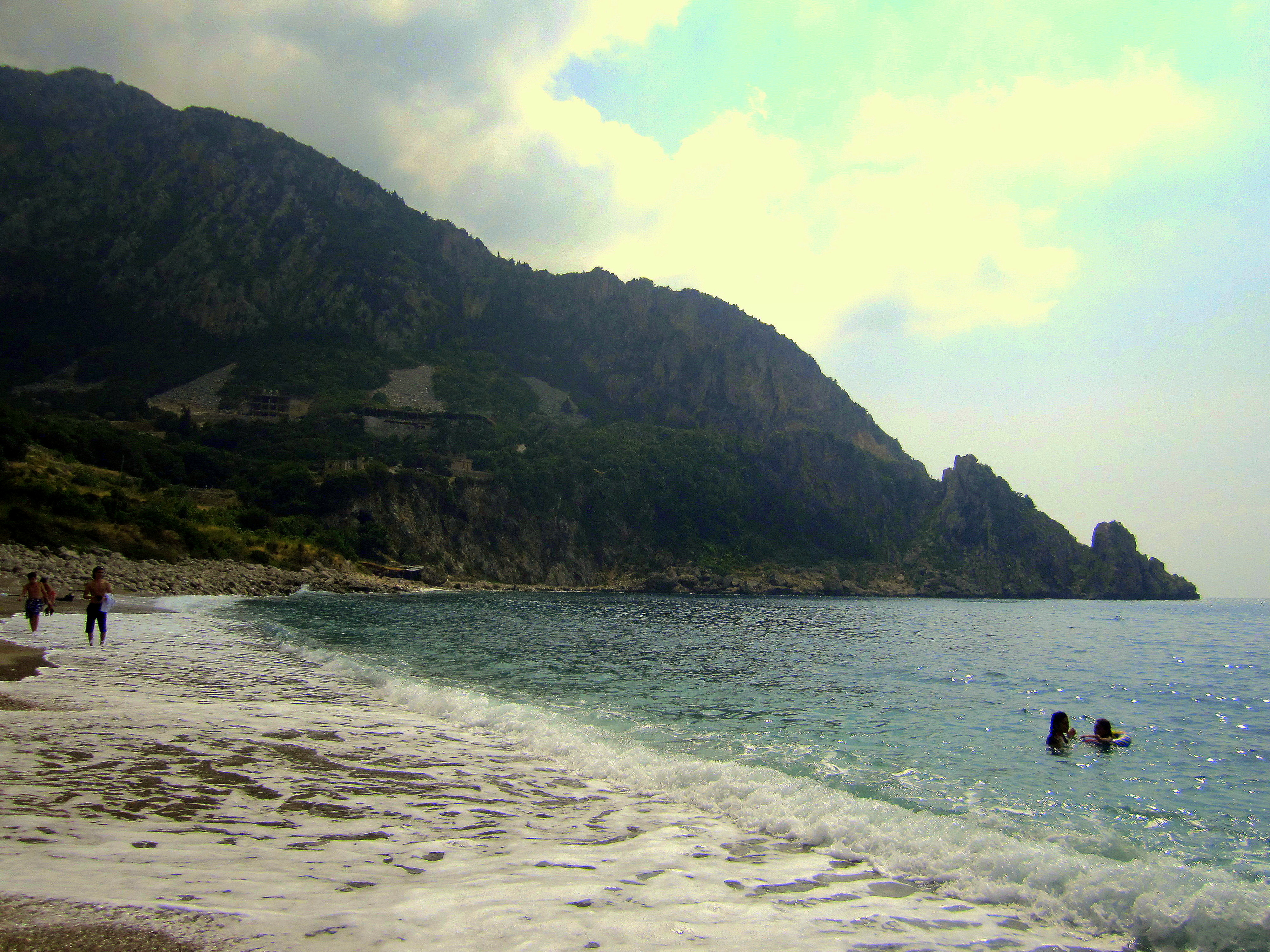
ساحل کارادوران / السامرا در نزدیکی کساب سوریه، در امتداد مرز مرزی سوریه و ترکیه، دامنه کوه دیوناگ در کنار دریای مدیترانه

بخشی از مرز مشترک سوریه و ترکیه را رودخانه اورونتس یا به عربی عاصی تشکیل می‌دهد که در سال ۲۰۱۱ پروژه ایجاد سد دوستی سوریه و ترکیه بر روی آن آغاز شد که با شروع جنگ داخل در سوریه فعلاً متوقف است. بخش دیگری از مرز دو کشوردر این منطقه گذرگاه مرزی الحواء در جاده اسکندرون - حلب، است که مرز مشترک بین استان غازی عینتاب و استان حلب را تشکیل می‌دهد و در سمت شرقی به منطقه میانه اکبس (منطقه عفرین) ختم می‌شود. ۳۶°۴۹′۴۸″شمالی ۳۶°۳۹′۵۴″شرقی / ۳۶٫۸۳۰°شمالی ۳۶٫۶۶۵°شرقی، در ۳۶°۴۹′۴۸″شمالی ۳۶°۳۹′۵۴″شرقی / ۳۶٫۸۳۰°شمالی ۳۶٫۶۶۵°شرقی
به استثنای استان ختای، در سمت ترکیه این مرز کاملاً در منطقه جنوب شرقی آناتولی قرار گرفته‌است. در شرق میانه اکبس، این مرز برای ۴۰۰ کیلومتر امتداد یافته‌است، تقریباً پس از شمال موازی ۳۷ به نقطه مرزی سه کشور ترکیه و سوریه و عراق در رودخانه دجله می‌رسد.
استان حلب سوریه با ۲۲۱ کیلومتر (۱۳۷ مایل) مرز مشترک بیشترین همجواری را با کشور ترکیه را دارد و با سه استان غازی عینتاب، کیلیس و شانلی‌اورفه هم مرز است.
مسافت قابل توجهی از مرز دو کشور یعنی از الراعی سوریه تا تصیبین در کنار مسیر راه‌آهن قونیه به بغداد قرار دارد. این مسیر از جرابلس از رود فرات گذر می‌کند (در شمال شهر مرزی کوبانی - یا عین العرب به عربی).
منطقه تل ابیض در استان رقه از جمله مناطقی است که توسط مرز به دو بخش تقسیم شده‌است و بخشی از آن به نام آقچه قلعه در استان شانلی اورفه قرار گرفته‌است. مشابه همین موضوع برای شهر راس العین در استان حسکه سوریه و شهر جیلان‌پینار در استان شانلی‌اورفه رخ داده‌است که شهر به وسیله مرز به دو نیم تقسیم شده‌است.
حدود ۱۰۰ کیلومتری شرق جیلان‌پینار، این مرز از شهر مرزی نصیبین در استان ماردین ترکیه عبور می‌کند (در سمت سوری مرز معادل شهر قامشلی). بعد از ۱۰۰ کیلومتر دیگر سرانجام به رود دجله در جنوب شهر جزیره ابن عمر یا به اختصار جزیره می‌رسد.
سی کیلومتر باقی مانده، مرز مسیر رودخانه دجله را دنبال می‌کند تا به نقطه تقاطع سه کشور سوریه، عراق و ترکیه برسد. (در مختصات ۳۷°۰۶′۲۲″شمالی ۴۲°۲۱′۱۸″شرقی / ۳۷٫۱۰۶°شمالی ۴۲٫۳۵۵°شرقی).